# Округ Титон (Вајоминг)
Титон (енгл. Teton County) је округ у америчкој савезној држави Вајоминг.

## Демографија
По попису из 2010. године број становника је 21.294, што је 3.043 (16,7%) становника више него 2000. године.
| Група             | 2000.          | 2010.          |
| Белци             | 16.668 (91,3%) | 17.505 (82,2%) |
| Афроамериканци    | 27 (0,1%)      | 49 (0,2%)      |
| Азијати           | 99 (0,5%)      | 235 (1,1%)     |
| Хиспаноамериканци | 1.185 (6,5%)   | 3.191 (15,0%)  |
| Укупно            | 18.251         | 21.294         |